# 보석 (법률)
|                                                                  |
| 형사소송법                                                       |
| 이념과 구조                                                      |
| 무죄 추정의 원칙 · 자백배제법칙 · 전문법칙                       |
| 증거보전청구권 · 형사보상청구권 · 독수독과이론                   |
| 실체적 진실주의 · 적정절차 · 신속한 재판의 원칙                  |
| 진술거부권 · 접견교통권 · 증거개시제도                           |
| 열람등사권 · 위법수집증거배제법칙                                |
| 법원                                                             |
| 제척 · 기피 · 회피 관할 · 이송 · 법관                            |
| 피고인과 변호인                                                  |
| 피고인 ·변호인 · 성명모용자 · 공동피고인 국선변호인 · 법정대리인 |
| 검사                                                             |
| 기소독점주의 · 검사 동일체의 원칙                                |
| 수사                                                             |
| 함정수사 · 불심검문 · 임의동행 · 동행요구 · 사법경찰관           |
| 구속                                                             |
| 구속영장 · 체포영장                                              |
| 증거법                                                           |
| 정황증거 · 전문증거 · 진술조서 · 진술서 · 실황조사서 · 검증조서  |
| 진술 · 증인                                                      |
| 재판                                                             |
| 공소장 · 공소장일본주의                                          |
| 고소 · 고발 · 고소불가분의 원칙 · 자수                           |
| 상소                                                             |
| 항소, 상고 & 비상상고                                            |
| 다른 7법 영역                                                    |
| 헌법 · 민법 · 형법                                               |
| 민사소송법 · 형사소송법 · 행정법                                 |
| 포털: 법 · 법철학 · 형사정책                                     |
| v • d • e • h                                                    |

보석(保釋, 영어: bail)은 보증금을 받고 구속 중인 피고인을 석방하는 제도이다. 여기에는 일정한 금액을 보증금으로 납부해야 하며, 정당한 이유없이 법정 출석을 기피할 경우 이를 몰수한다는 전제가 따른다. 피고인·변호인 등의 청구에 의해 법원이 허가하는 경우도 있고, 법원의 직권에 의해 하는 경우가 있다. 보석 보증금의 경우 범죄의 정상·성질·증거의 증명력 및 피고인의 출석을 보증함에 충분한 액수를 정하고, 이를 납부시킨 후 석방한다. 법원의 허가가 이루어지면 보석금 납부는 피고인 당사자가 아닌 제3자도 무방하며 보증서로써 대신할 수도 있다. 주거를 제한하여 보석을 허가하는 경우도 있다.

## 보석의 종류
- 필요적 보석 : 보석의 청구가 있으면 반드시 허가하는 보석.
- 임의적 보석 : 보석의 청구가 있으면 보석의 허가여부가 법원의 재량에 속하는 보석.

## 판례
- 형사소송법은 체포와 구속을 서로 구별되는 개념으로 사용하고 있는바, 기소 전 보증금 납입을 조건으로 한 석방의 대상자가 '구속된 피의자'라고 명시되어 있으므로 현행법상 체포된 피의자에 대하여는 보증금 납입을 조건으로 한 석방이 허용되지 않는다[1]
- 보석보증금을 몰수하려면 반드시 보석취소와 동시에 하여야만 가능한 것이 아니라 보석취소 후에 별도로 보증금 몰수결정을 할 수도 있다[2]

## 같이 보기
- 대한민국 형사소송법 제214조의2
- 가택 연금
- 윤석열